# 东方饭店 (北京)

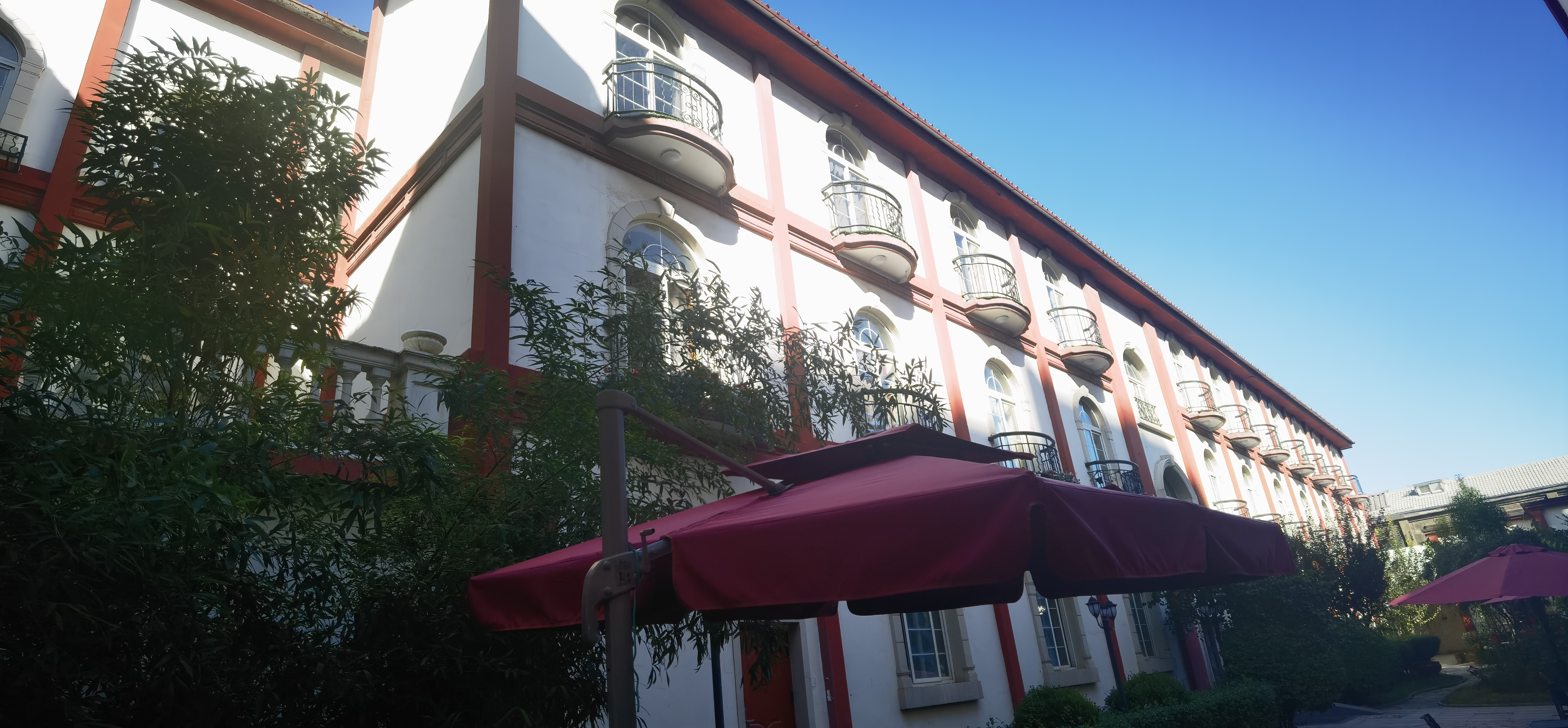
东方饭店名人居，是饭店最早落成的部分，1918年开业

东方饭店是位于北京市西城区万明路11号的高级饭店。始创于1918年2月19日，是中国人自主开办的第一家现代化饭店，也是北京唯二保留百年古建筑的酒店宾馆之一（另一家是北京饭店）现由首旅如家酒店集团拥有并管理。

## 历史

### 民族资本独立经营时期
1917年8月8日，东方饭店正式注册成立，1918年2月19日开业，其位置前身是明清古刹万明寺，当时位于最为繁华的“香厂新市区”。他首开民族资本涉足现代酒店之先河，但其背后的初始投资人却是一个谜。首任经理由股东之一、宁波人邱润初担任。邱润初，字仁祖，1883年出生，浙江鄞县人。由于家境贫寒，邱润初16岁到上海西餐馆打工。10年之后，被聘为经理。后又自己投资当起了西餐馆老板逐渐发达起来。1917年初，羽翼丰满的邱润初闻讯进京参加香厂新市区的招商有缘成为东方饭店的股东和经理。东方饭店的市场定位、建筑装修规模档次以及经营方针方式等等，都是邱润初一手策划。6年后邱润初成为饭店最大的股东，直到1937年才因日本入侵而退出。
东方饭店初期约有员工50人。首批员工基本都是有在饭店、西餐馆做事经验的宁波人和上海人。后随业务发展、人数增至百余人。其中各类管事及柜台约10人：餐厅和火车餐车厨师、跑堂、杂役40余人；客房服务员约40人；汽车夫约8人。
饭店设施在当时相当豪华，客房不仅全部采用实木地板，还引进了电灯、电扇、暖气、抽水马桶、席梦思床垫这些当时的高科技产品。除此之外，东方饭店也是北京首家在每间客房内均配备电话的大饭店。
饭店接待礼遇也是当时的顶流，初期饭店即购有7辆小轿车用于接送宾客往来于饭店与正阳门东火车站。（当时全北京市总共也就45辆民用车）
因其豪华的设施，成为当时与北京饭店、六国饭店并称的北京三大高档饭店，且是三家之中唯一一家由中国人主事的饭店，吸引了当时有民族气节的各路名流入住。饭店本身也见证了不少历史时刻。
1925年至1926年，黎锦熙应钱玄同之邀，与赵元任、刘半农、林语堂等知名学者一道，每月都聚集在东方饭店研究探讨汉语注音问题，最终发明了以国际通用的罗马字母为汉字注音的方案。
1928年6月11日，北伐革命军第四集团军前敌总指挥白崇禧在东方饭店召开中外记者会，向全世界宣布：“北洋政府垮台，北伐革命胜利！”

### 抗战前后的变迁
1937年，日本侵略者兵临城下。东方饭店被险恶的形势逼入绝境，被迫"将房屋租让给日本人伊东晴雄接做"。伊东晴雄接手东方饭店后，任命朝鲜人车应壁为经理。此后，东方饭店对外名称不变，在日本人内部，则被改称"伊势屋ホテル"。车应壁当东方饭店经理时居然偷电偷水，被告到了警察，后搬出日本使馆官员，使此事不了了之。
北平沦陷后，东方饭店一度成为日军"南城宣抚处"驻地，饭店的东楼和南楼因此被全部改成日式房间。抗日战争胜利后，东方饭店由北平商人袁绍明接手继续经营。国民政府接管北平后，又被半买半征用的成了中央政府资源委员会驻京办事处。

### 政府招待所时期
1949年，解放军接管北平后，东方饭店因为曾做过国民党机关办公地，因此被定为敌产而被军管。1949年3月，担任北平警备部队的中国人民解放军东北野战军第4纵队奉命进城，将其所属第12师的师部设在东方饭店。
1949年7月至9月，中华全国文学艺术工作者代表大会和中国人民政治协商会议第一届全体会议期间，东方饭店是主要接待场所和分会场之一，郭沫若、茅盾、巴金、老舍、曹禺、梁漱溟、丁玲、赵树理等近百位文化界名人来此开会与下榻。
1950年，世界著名科学家居里召集第二届保卫世界和平大会，中国积极响应，组成了由刘宁一、马寅初、章伯均、钱三强、巴金、袁水拍、袁雪芬、黄宗英等42人的代表团，郭沫若任团长。10月27日，郭沫若率领参会的中国代表团全体代表集中下榻东方饭店，周恩来亲至饭店接见，两天后奔赴华沙。
为满足大批接待外国专家的需要，北京市政府1952年接收东方饭店作为政府招待所.当时饭店因频繁易主、年久失修，不仅建筑破旧斑驳、设备锈蚀缺损，被改成日式房间的东楼和南楼已属危房。市政府接收后，当年就对东方饭店进行了其历史上第一次大规模的改造和装修。除1918年所建的西楼完全保留外，其余建筑拆除后按照原有风格和规模重建。改造后的东方饭店在西楼二层增设了舞厅（多功能厅）和三层的大会议室，客房总数73间。
1953年，修葺一新的东方饭店作为北京市政府招待所投入使用，门牌号码从万明路7号改为11号。
从1953年起，东方饭店在北京市政府交际处的领导下，接待了苏联东欧和其他社会主义国家的援华专家、政府代表团、来华演出的文艺团体；同时接待了党和国家以及北京市政府的许多会议；也大量接待了全国各省、市、自治区出差来京的干部。周总理更是经常到东方饭店来看望老朋友、老战友。
1959年7月，傅抱石与关山月下榻东方饭店，埋头为刚刚落成的人民大会堂迎宾厅创作巨幅国画《江山如此多娇》。后来为感谢饭店的招待，两人又联手作画“梅花图”一幅，成为饭店的镇店之宝。
1961年3月，东方饭店成为中共华北局的招待所，接待华北五省市进京公干的领导。华北局对东方饭店进行了扩建，在原有建筑的南面增加了相对封闭的区院，兴建工院内花园和南小楼。南小楼有两层，每层设有一套四开间高档套房配备高级宽大席梦思床，沙发和写字台等，专门接待省级正职以上的高级领导。
1973年10月，东方饭店被北京市革命委员会办公厅接收，再次成为北京市政府系统的招待所。
在作为政府招待所的39年里，东方饭店是不对外营业的，原先的招牌挂在了二道门藏了起来，只有内部工作人员清楚。当时散客要是想住饭店，需要持省级党政机关介绍信到北京市政府交际处联系，再凭交际处信函办理住店手续。
东方饭店接待了第二届至第六届全国人民代表大会和多次全国党代会的代表，其中包括者一代国家领导人刘少奇、朱德、周恩来、董必武、宋庆龄、邓小平，陈毅，叶剑英、陈云，罗瑞卿以及彭真等。

### 改革开放之后的发展
1986年11月，东方饭店主楼竣工并对外营业。这是东方饭店时隔39年后对外开放经营，成为兼有合资饭店与市政府招待所双重性质的饭店。
合资兴建的东方饭店新楼（后被称为主楼）位于原饭店南院，由北京建筑设计院设计，占地1,003平方米，高59米，共计17层。楼内有客房225间，二层和十六层均为餐厅，十七层是多功能厅。在兴建主楼的同时，饭店将大川路西2.857平方米的平房及院落征用作为附属用房，并在其间修建了一座四层的设备楼。
1989年9月24日，东方饭店主楼被国家旅游局评为北京市首批三星级酒店。
1991年到1993年，东方饭店的利润每年以30％的速度递增；客房入住率、客房平均销售价和销售指数在北京市三星级饭店中连续三年名列前茅；在客房出租率超过83％的情况下，1993年一年内曾六次上调房价。1994和1995年，饭店平均营业额连创历史新高。然而，之后几年北京旅馆酒店数量快速增长，竞争日发激烈。设施稍显老化的东方饭店因此陷入亏损中。
北京市政府为了帮助东方饭店摆脱困境，于2004年2月将饭店所有权移交给首都旅游集团。首旅集团非常重视东方饭店的转型改制，破例将东方饭店直属集团总部，为东方饭店软硬件改造提供了全部贷款。在首旅集团的全力支持下，2005年9月底,东方饭店启动历史上第二次大规模硬件改造。
2006年4月，投资4,000余万元的硬件改造工程全部竣工。其中老楼域改造增加了东方古典的怀旧情调。1918和1953年楼内外焕然一新并按抗震设防要求加固。之后改称名人居。此后东方饭店的经营效益开始爬坡。2007年一举扭转了连续10年亏损的局面。